# Nagroda Złotej Pieczęci Miasta Poznania
Nagroda Złotej Pieczęci Miasta Poznania – nagroda przyznawana przez Prezydenta Miasta Poznania począwszy od roku 2003 osobom, które trwale zapisały się w historii miasta.
Dotychczas otrzymali ją m.in.: prof. dr hab. Zygmunt Bauman, prof. dr hab. Jacek Łuczak, Andrzej Byrt, Agnieszka Duczmal, Krystyna Feldman, Andrzej Maleszka, prof. dr hab. Jan Węglarz, czy Robert Friedrich.